# Evelyn Cheesman
Pour les articles homonymes, voir Cheesman.
Lucy Evelyn Cheesman (née le 8 octobre 1881, décédée le 15 avril 1969) est une entomologiste et voyageuse britannique.

## Biographie
Cheesman n'a pas pu réussir dans une carrière de vétérinaire en raison des restrictions sur l'éducation des femmes. Elle a donc étudié l'entomologie, et a été la première femme à être engagée en tant que conservatrice, au Zoo de Londres.
En 1924, elle se joint à une expédition zoologique aux îles Marquises et Galápagos. Elle passa près de douze ans sur des expéditions, des voyages en Nouvelle-Guinée, aux Nouvelles-Hébrides et d'autres îles dans l'océan Pacifique.
Evelyn travailla au Natural History Museum, à Londres, pendant de nombreuses années comme bénévole. Elle est faite officier de l'Ordre de l'Empire britannique et reçoit une pension des caisses de la liste civile pour sa contribution à l'entomologie. Une espèce d'insecte fut créé en son nom : le Costomedes cheesmanae.
Elle fut l'auteur de plusieurs livres et articles scientifiques sur l'entomologie et ses voyages.